# هاري برينز
هاري برينز (ولد في 6 أغسطس 1965 في فيينا) هو ممثل نمساوي.

## الحياة والمهنة
بعد تخرجه من المدرسة الثانوية، بدأ هاري برينز في دراسة التاريخ وعلم الأحياء وعلم النفس في فيينا. أكمل بنجاح تدريبًا على التمثيل في معهد فيينا فرانز شوبرت للموسيقى من عام 1988 إلى عام 1991.
ظهر هاري برينز بانتظام في الإنتاج السينمائي والتلفزيوني باللغة الألمانية والعالمية منذ عام 1997. لدوره الداعم مثل كورت راب في فيلم أوسكار رويلر الروائي الطويل Enfant Terrible، حصل على ترشيح لجائزة الفيلم الألماني في عام 2021.

## الأدوار المسرحية
- ريتشارد جلوستر في ريتشارد الثالث. بقلم ويليام شكسبير، مسرح مسرح المدينة سانت غالن
- قرية في قرية لوليام شكسبير، مسرح مجموعة 80، فيينا
- يانغ صن في فيلم The Good Man of Sezuan للمؤلف بيرتولت بريخت
- دورانتي في فيلم The Citizen باعتباره نبيلاً في موليير

## وصلات خارجية
- الموقع من قبل هاري برينز
- الملف الشخصي للوكالة بإدارة دانييلا ستيبيتز